# Earl of Aumale
Earl of Aumale war ein erblicher britischer Adelstitel in der Peerage of England.
Der Titel wurde am 9. Juli 1412 von König Heinrichs IV. seinem zweitgeborenen Sohn Thomas of Lancaster verliehen. Zusammen mit der Earlswürde wurde ihm der übergeordnete Titel Duke of Clarence verliehen. Die Namensgebung des Titels bezieht sich auf die französische Grafschaft Aumale in der Normandie, die England damals im Rahmen des Hundertjährigen Krieges besetzt hatte. Da Thomas of Lancaster im weiteren Verlauf des Krieges am 22. März 1421 in der Schlacht von Baugé fiel ohne legitime Nachkommen zu hinterlassen, erloschen beide Titel bereits mit dessen Tod.

## Liste der Earls of Aumale (1412)
- Thomas of Lancaster, 1. Duke of Clarence, 1. Earl of Aumale (1388–1421)